# Baltische Rundschau
Die Baltische Rundschau ist eine deutschsprachige, seit 2006 nur noch als elektronische Zeitschrift erscheinende Publikation unter dem Titel Die Baltische Rundschau. Von 1994 bis 2005 erschien sie auch als Printmedium unter dem Titel Baltische Rundschau, Unabhängige Monatszeitung für Estland, Litauen und Lettland in den genannten baltischen Staaten. Gründer und geschäftsführender Chefredakteur ist der russlanddeutsche Ingwar Heinrich Lotz. Die Zeitung hat ihren Hauptsitz in Vilnius, Litauen.

## Themen
Die Baltische Rundschau beschäftigt sich hauptsächlich mit aktuellen Sachthemen in Litauen, Lettland und Estland. Weitere inhaltliche Schwerpunkte bilden Ereignisse und Themen aus westeuropäischen Ländern mit inhaltlichem Bezug zum Baltikum sowie die Situation in den Nachbarstaaten Polen, Russland und Belarus.

## Kritik
Die Zeitung hat eine Kooperation mit der russischen Nachrichtenagentur RIA Novosti und veröffentlicht regelmäßig Artikel der staatlichen Informationsagentur Sputnik. Diese Zusammenarbeit führte in mehreren Fällen zu einer tendenziösen Berichterstattung und Verbreitung sogenannter Fake News, wie z. B. im Fall des estnischen Kinderglobus ohne Russland, obwohl auf dem Globus Kontinente dargestellt wurden. In einigen Artikeln wird die völkerrechtswidrige Besatzung der Baltischen Staaten durch die Sowjetunion geleugnet und die Okkupation als ein freiwilliger Beitritt dargestellt.

## Zielgruppe
Hauptzielgruppe der Baltischen Rundschau – mit dem zeitweiligen Nebentitel BR, Die unabhängige Zeitung aus dem Baltikum – für die Welt = Baltic review – sind deutschsprachige Geschäftsleute und -reisende in den baltischen Staaten sowie am Baltikum interessierte Leser aus West- und Mitteleuropa. Regelmäßige Abonnenten sind auch Regierungen und Institutionen der EU, Auslandsbotschaften, Handelsvertretungen, Banken, Versicherungen, internationale Firmen, touristische Einrichtungen, Kulturinstitute und Universitäten.

## Namensgleiche Zeitschrift
Mit der vorgestellten Zeitschrift nichts zu tun hat die gleichnamige Zeitschrift Baltische Rundschau, Monatsschrift des baltischen Deutschtums, die von 1950 bis 1954 für die Deutsch-Baltische Landsmannschaft in Bovenden bei Artur von Behr erschien.